# 31 Euphrosyne
31 Euphrosyne este un asteroid de tip C, unul dintre cei mai mari din centura de asteroizi. A fost descoperit de J. Ferguson la 1 septembrie 1854, fiind primul asteroid care a fost descoperit din America de Nord. Este numit după Euphrosyne, una din cele trei grații din mitologia greacă.